# القرية السفلى (ذي ناعم)

تعديل مصدري - تعديل

القرية السفلى هي إحدى قرى عزلة طياب بمديرية ذي ناعم التابعة لمحافظة البيضاء، بلغ تعداد سكانها 84 نسمة حسب تعداد اليمن لعام 2004.